# Chiesa di Santa Lucia (Castel del Piano)
La chiesa di Santa Lucia si trova a Castel del Piano, in provincia di Grosseto.
È attestata per la prima volta solo nel 1676, ma è caratterizzata da un'architettura romanica riferibile al XII-XIII secolo.
L'edificio presenta un paramento murario in conci di trachite ed una sola navata terminante con abside semicircolare decorata da archetti pensili e da tre monofore strombate. La facciata mostra un portale con arco a tutto sesto ed un campanile a vela moderno.